# Schlossgut Schnarchenreuth

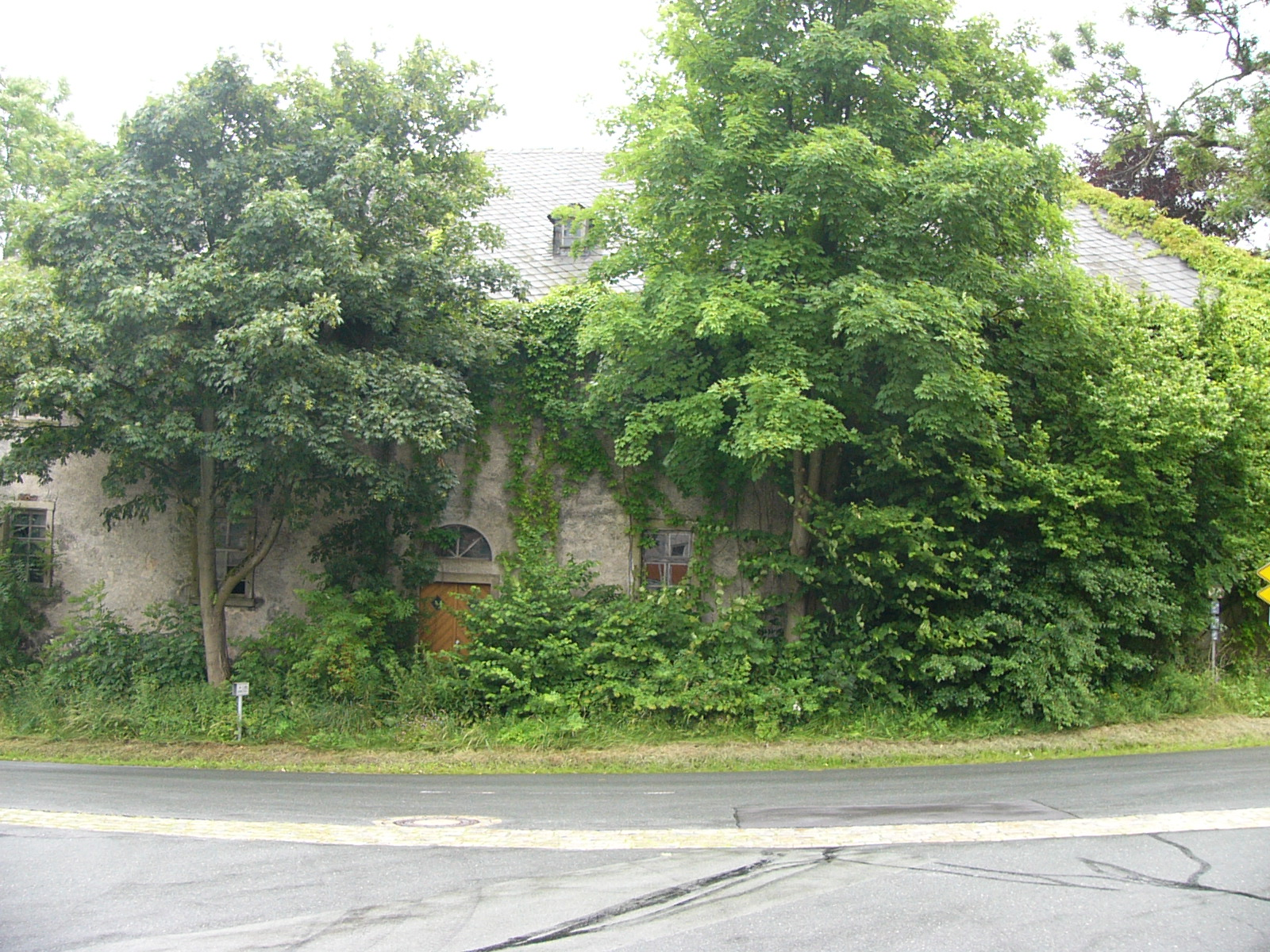
Frontansicht

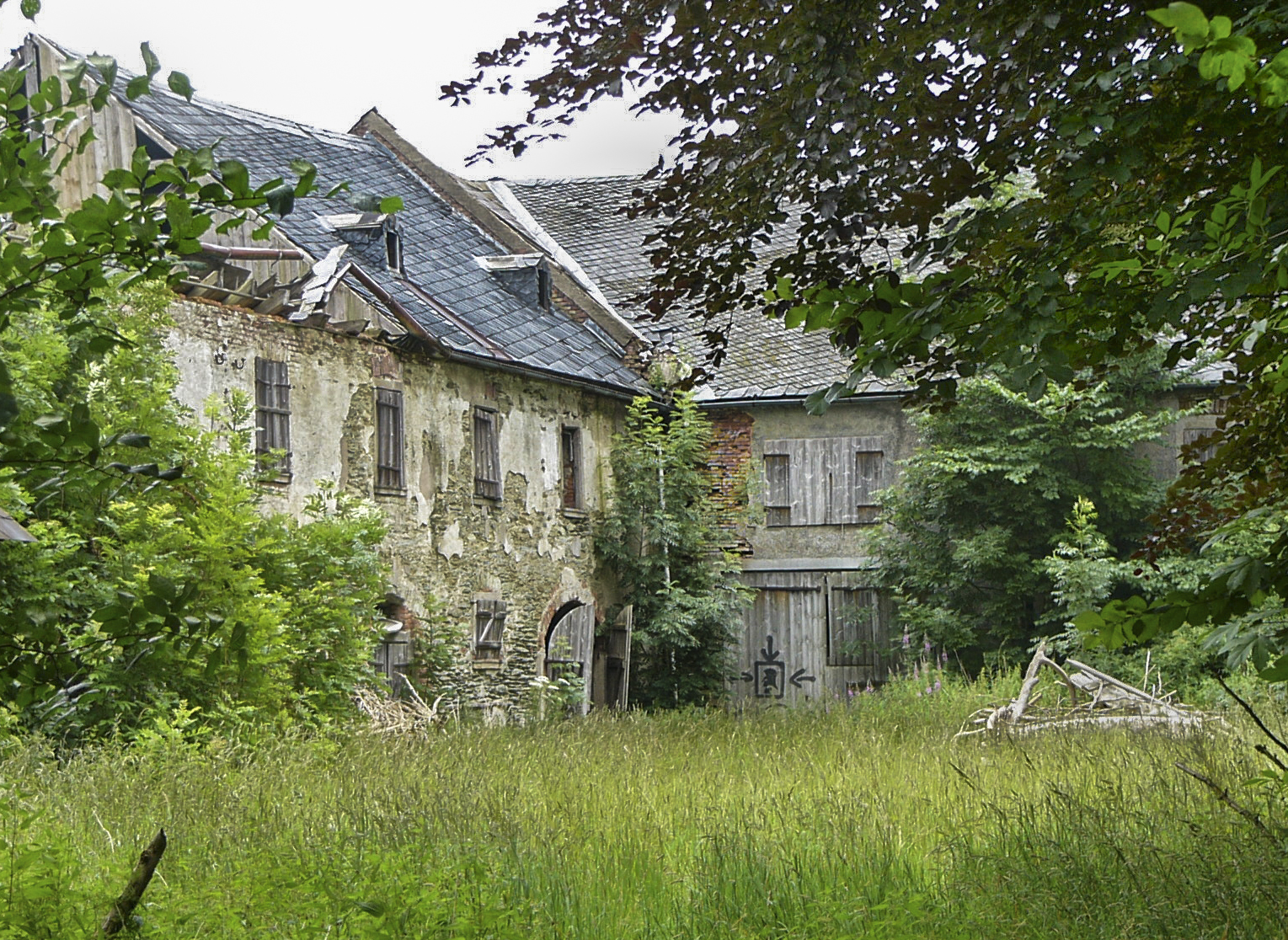
Wirtschaftshof

Das Schlossgut Schnarchenreuth ist ein Schlossgut im oberfränkischen Schnarchenreuth.
Der Ansitz geht zurück auf eine Türmhügelanlage, von der noch Spuren im Gelände nachweisbar sind. Besitzer war 1390 Jan von Sparnberg, die Familien Wildenstein und Reitzenstein folgten nach. Als Vorwerk von Brandstein diente es der Familie von Dobeneck von 1443 bis 1650, spätere Besitzer waren die von Beulwitz, von Schönfeld, von Falkenstein und von Koch, die auch im Besitz der benachbarten Schlossbrauerei Gottsmannsgrün waren.
Der heutige Bau mit Nebengebäuden stammt aus der Zeit um 1745 unter Verwendung älteren Mauerwerks. Er steht leer und ist baufällig.